# Marko Štempihar
Marko Štempihar, * 10. julij, 1978, Ljubljana. 
Je slovenski filozof, profesor filozofije, pisatelj in avtor filozofskih člankov. Z družino živi v Domžalah.

## Življenje in delo
Po končani osnovni šoli je obiskoval Gimnazijo v Kamniku, nato je študiral na Filozofski fakulteti v Ljubljani, enopredmetni študij filozofije. Zaključil ga je z diplomskim delom O zaupanju: (meditacije o filozofiji srečevanj), ki je bilo izdano leta 2003, pod mentorstvom Rada Rihe. Po končanem dodiplomskem študiju se je vpisal na magistrski študij in ga zaključil leta 2009 ter izdal knjigo Deleuzova socialna filozofija. V času študija je bil dejaven tudi z organiziranjem in sodelovanjem pri izvedbi predavanj, ki so potekala v AKC Metelkova mesto. Naslov teh je bil "Tečaj intelektualne samoobrambe".
Začetki njegovega dela so bili v Zavodu za usposabljanje invalidne mladine v Kamniku (Cirius), kjer je bil zaposlen predvsem kot asistent mladostnikom s poškodbo glave in težavami v duševnem razvoju. Občasno je tam opravljal tudi pedagoško delo, nudil je učno pomoč in predaval za srednješolce. Od leta 2008 je zaposlenl na Gimnaziji Bežigrad, kjer uči v gimnazijskem in mednarodnem programu. Na gimnaziji uči priprave na maturo iz filozofije, v programu Mednarodne mature na mednarodni šoli pa še predmet Theory of knowledge (teorija znanja). Iz tega izhaja tudi njegovo zanimanje za izboljšanje učnega načrta in kritičnosti pedagogike.S svojimi zanimivimi prispevki aktivno sodeluje pri filozofski reviji FNM, ki je namenjena učiteljem, dijakom in študentom filozofije.
Od leta 2012 piše članke tudi za spletno stran ZA-MISLI, kjer je začel kot pisec refleksij gimnazijskega profesorja in nato prehajal na druge raznovrstne aktualne teme, obravnavane s filozofskega vidika. Marko Štempihar je prav tako avtor ali soavtor številnih člankov, objavljenih v revijah Borec, kulturni reviji Apokalipsa, Vzgoja in izobraževanje, teološko kulturni in družbeni reviji Znamenje itd. Državni izpitni center je leta 2007 izdal delo Filozofija in otrok, h kateri je prispeval tudi Marko Štempihar. V letu 2012 se je ukvarjal tudi s prevajanjem in sicer delo Gillesa Deleuza z naslovom Spinoza: praktična filozofija, v sodelovanju z njegovim mentorjem za magisterij, Igorjem Pribcem. Leta 2013 je izdal še samostojno avtorsko delo Portret nomada: Deleuzova socialna filozofija pri založbi Krtina.
Ukvarja se z etiko, spoznavno teorijo, politično filozofijo ter povezavo med filozofijo in psihoanalizo.